# 欧西西亚
欧西西亚是葡萄牙布拉干萨区的一个堂区。总面积20.46平方公里，总人口171人，人口密度8.4人/平方公里。